# Laburrus abrotani
Laburrus abrotani är en insektsart som beskrevs av Alexander Fyodorovich Emeljanov 1962. Laburrus abrotani ingår i släktet Laburrus och familjen dvärgstritar. Inga underarter finns listade i Catalogue of Life.